# Castilleja caudata
Castilleja caudata är en snyltrotsväxtart som först beskrevs av Francis Whittier Pennell, och fick sitt nu gällande namn av Rebr.. Castilleja caudata ingår i släktet målarborstar, och familjen snyltrotsväxter. Utöver nominatformen finns också underarten C. c. auricoma.